# داستان پست‌مدرن
داستان پسانوگرا یا داستان پُست‌مدرن، یکی از انواع داستان است که دارای ویژگی‌هایی نظیر ساختارشکنی معناگریزی نگاه متفاوت پُلی‌فونی (چندصدایی) و تصویر اسکیزوفرن است. از داستان‌نویسان پسانوگرا می‌توان به ریچارد براتیگان اشاره کرد.